# NetBSD
NetBSD je open source operační systém vycházející ze systému Unix. Při jeho vývoji se více než u jiných systémů klade důraz na zachování jednoduchosti, čistoty a přehlednosti kódu, jak je obvyklé pro BSD Unix.[zdroj?] Díky tomu NetBSD běží na mnoha různých platformách, zahrnujících servery, desktopy i handheldy; často je používán ve vestavěných systémech.

## Historie NetBSD
Projekt NetBSD byl založen roku 1993 vývojáři systému 386BSD kvůli nejistému směřování tohoto systému a nespokojenosti s jeho vývojovým modelem. 386BSD jako takový zakrátko ukončil svůj vývoj, avšak jako první port systému BSD UNIX na architekturu i386 (IA-32) poskytl základ pro další vývoj NetBSD, který se stal jeho logickým pokračováním.
Samotný 386BSD byl založený na Net/2 vydání systému BSD Unix. NetBSD používá kód z 386BSD, jako z následujícího BSD vydání 4.4BSD-Lite, který se nemohl nadále označovat jménem UNIX (tuto obchodní známku v současnosti vlastní The Open Group). V následujících letech NetBSD díky open source vývojovému modelu držel krok s ostatními moderními operačními systémy, a to počítáme-li i komerční varianty Unixu.
Důležitou událostí byl odchod jednoho ze zakladatelů NetBSD, Thea de Raadta, z NetBSD Core Group, kterému předcházel konflikt s ostatními vývojáři. Theo de Raadt následně založil projekt OpenBSD.

## Související operační systémy
Krátce po založení NetBSD se ze společných předchůdců vyčlenil FreeBSD. Tento projekt se vyvinul do současně nejpoužívanější varianty systému BSD. Projekty FreeBSD a NetBSD si vzájemně vypomáhaly sdílením části kódu a jsou navzájem binárně kompatibilní.
V rámci projektu OpenBSD, který se od NetBSD vyčlenil, vzniklo množství softwaru, hlavně oblasti sítí, bezpečnosti a ovladačů zařízení. Velká část kódu vyvinutého původně pro OpenBSD je nyní součástí NetBSD. Některé unixové příkazy operačních systémů macOS pocházejí z NetBSD.

## Charakteristika
Díky široké podpoře hardwaru se NetBSD používá i v jednoúčelových (anglicky embedded systems) zařízeních, přenosných počítačích nebo na starším hardware. Je též využíván jako server. Pokročilé bezpečnostní funkce, z kterých mnohé mají původ v OpenBSD, dělají z NetBSD systém vhodný pro nasazení v úlohách citlivých na zabezpečení (například síťový firewall [ˈfaiəˌwoːl]). Jako první z rodiny BSD implementovalo NetBSD randomizační systém Kernel ASLR, který výrazně zvyšuje bezpečnost systému, protože je činí odolným při pokusech o prolomení zabezpečení operační paměti.
NetBSD je svobodný software, šířený podle BSD licence (resp. její zjednodušené, 2-bodové verze). Jediné praktické omezení při jeho šíření je ponechání zmínky o autorských právech ve zdrojových souborech. K sestavení NetBSD je potřeba překladač GCC (šířený pod licenci GPL), avšak běžící systém NetBSD je možné používat bez jakéhokoliv GPL softwaru.

## Dostupný software
NetBSD se snaží o implementaci API podle normy POSIX, což by teoreticky mělo umožnit bezproblémové používání prakticky všech unixových programů v nezměněné formě, pokud jsou dostupné jejich zdrojové kódy. Z různých důvodů toto však vždy neplatí.
Kromě toho NetBSD disponuje podporou ABI mnoha dalších OS, například UNIX systém V, Linux, či FreeBSD. Tato vlastnost umožňuje běh většiny komerčně dostupného nesvobodného softwaru. Dále existuje i experimentální podpora pro spustitelné soubory systému MS Windows ve formě PE/COFF, ale v současnosti není moc použitelná. Namísto něj je možné používat software pro systém Windows s pomocí programu Wine.
Velké množství softwaru je dostupné přes balíčkový systém pkgsrc. Ten umožňuje jednoduché stažení a instalaci přibližně 18 000 přehledně roztříděných balíčků. Mnohé z nich jsou dostupné i ve spustitelné formě a dají se přebírat a instalovat automaticky. Pkgsrc je možné používat i na jiných platformách, nezávislé na NetBSD.

## Kritika NetBSD
Fakt, že NetBSD není tak rozšířený jako srovnatelné operační systémy, má za následek jeho slabší podporu, zejména pak nového hardwaru.
Například výkon diskového subsystému se systémem diskových poli RaidFrame, který NetBSD používá, se ukázal jako citelně nižší než subsystém linuxový. V současné době[kdy?] není možné bez zásahu do zdrojových souboru používat v textové konzoli jiné národní znaky než ze sady ISO Latin-1. Tento handicap je možné napravit buď úpravou zdrojového kódu anebo použitím grafického systému X11.

### GNU – GNU GPL (licence)
- Free Software Foundation (FSF) – organizace (nadace), která zastřešuje Projekt GNU
  - Projekt GNU – projekt původně Richarda Stallmana, který má za cíl vyvinout kvalitní a svobodný operační systém – GNU
    - GNU GPL – licence napsané Richardem Stallmanem a dalšími, k uskutečnění cílů Projektu GNU
      - GNU Hurd – svobodný operační systém založený na mikrojádře GNU Mach, vyvíjený Projektem GNU
        - GNU Mach – jádro operačního systému GNU Hurd; mikrojádro

      - L4 – jádro operačního systému GNU Hurd NG a na Linuxu založeném L4Linux; mikrojádro navržené a vytvořené vědcem Jochenem Liedtkem
        - seL4 – jádro operačního systému inspirované L4; autorem vědec Gernot Heiser

      - linuxový kernel [ˈkəːnl] – jádro svobodného operačního systému, vyvíjené Linux Foundation; modulární monolitické jádro
      - Linux-libre – jádro svobodného operačního systému, vyvíjené dcerou FSF (FSFLA), fork Linux (jádro); modulární monolitické jádro

### BSD – BSD licence
- Berkeley Software Distribution – obchodní organizace při University of California, Berkeley, která vyvinula licenci BSD a používala pro práce nad operačním systémem BSD Unix.
  - BSD licence – licence organizace BSD, která používala pro BSD Unix a odvozená díla
    - FreeBSD – svobodný operační systém, který vznikl z BSD Unixu; modulární monolitické jádro
    - DragonFly BSD – svobodný operační systém, fork FreeBSD 4.8 s hybridním jádrem
    - NetBSD – svobodný operační systém, který vznikl z BSD Unixu (před FreeBSD); modulární monolitické jádro
    - OpenBSD – svobodný operační systém, fork NetBSD zaměřený na bezpečnost; monolitické jádro
    - MINIX 3 – svobodný operační systém; mikrojádro navržené a vytvořené vědcem Andrew S. Tanenbaumem